# 多布任卡河
51°42′47″N 19°21′22″E / 51.71305°N 19.35611°E
多布任卡河（波蘭語：Dobrzynka）是波蘭的河流，全長25.4公里，發源自圖申附近，在羅茲西北邊匯入內爾河。河畔城鎮有帕比亞尼采。